# Silo de Palencia
El silo de Palencia es un antiguo silo de grano situado en el municipio español de Palencia, en la provincia homónima. Las instalaciones se encuentran situadas junto al trazado ferroviario. 

## Historia
Su construcción fue promovida por el Servicio Nacional del Trigo (SNT) dentro de la política del régimen franquista que buscaba crear una red de silos para el almacenamiento de cereales. Entró en servicio en 1964 y contaba con una capacidad de almacenamiento de 21.000 toneladas. La unidad estaba enlazada con la red ferroviaria a través de un ramal particular que llegaba a su recinto. El silo palentino pasó a manos del Servicio Nacional de Cereales en 1969 y, en 1971, del Servicio Nacional de Productos Agrarios (SENPA). En la actualidad las instalaciones no prestan servicio agrario.